# Spilosmylus nipponensis
Spilosmylus nipponensis là một loài côn trùng trong họ Osmylidae thuộc bộ Neuroptera. Loài này được Okamoto miêu tả năm 1914.